# Khassonkés
Els Khassonké és un grup ètnic de Mali, regió de Kayes. Descendents dels regnes fula i malinké de Khasso, parlen la llengua Khassonke/Xaasongaxango, un llenguatge manding similar al Bambara.
Els seus instruments musicals tradicionals són el dundunba (un tambor cilíndric gran amb dues pells), el jingò (un tambor cilíndric petit amb dues pells), el tantanwò (un tambor petit), el tamandinwo (un tambor d'aixella), així com llaüts i arpes i els xiulets dels caçadors .